# Steve Heard
Steve Heard (eigentlich Steven Philip Heard; * 29. April 1962 in Royal Tunbridge Wells) ist ein ehemaliger britischer Mittelstreckenläufer, der sich auf die 800-Meter-Distanz spezialisiert hatte.
Bei den Leichtathletik-Halleneuropameisterschaften 1989 in Den Haag gewann er Gold.
Bei den Leichtathletik-Weltmeisterschaften 1991 in Tokio und bei den Olympischen Spielen 1992 in Barcelona erreichte er jeweils das Halbfinale.

## Persönliche Bestzeiten
- 400 m: 45,74 s, 26. Mai 1985, Antrim
  - Halle: 46,83 s, 7. Februar 1987, Budapest
- 800 m: 1:44,65 min, 26. August 1992, Koblenz
  - Halle: 1:48,84 min, 19. Februar 1989, Den Haag